# Uio Tomisawa
Uio Tomisawa (富沢 有為男, Tomisawa Uio, 29 mars 1902 à Ōita, préfecture d'Ōita - 15 janvier 1970 à Tokyo) est un artiste peintre et écrivain japonais.

## Biographie
En raison des occupations de son père, la famille déménage souvent au cours des premières années, jusqu'à son installation à Nagoya. Tomisawa fréquente le collège Tōka et commence à étudier la peinture et la littérature à l'Académie des arts de Tokyo. Il arrête ses études prématurément, quitte l'école d'art sans diplôme et commence à travailler comme mangaka au journal Shinachi (aujourd'hui Chunichi Shinbun).
À partir de 1925, il publie ses premiers travaux dans la revue littéraire Washi no su (鷲の巣, litt. Nid d'oiseau). En 1927, il réside pendant un an en France pour prendre des leçons de peinture au titre d'étudiant étranger. À son retour, il se marie en 1930 et emménage dans le quartier Tenjin du district Uchigome à Tokyo. Il se tourne progressivement davantage vers la littérature et obtient en février 1937 le prix Akutagawa  pour Méditerranée (地中海, Chichukai) publié un an et demi auparavant.
En 1942, il est envoyé comme beaucoup de ses compatriotes écrivains comme reporter de guerre pendant un an en Indonésie. De retour au Japon, sa maison est bombardée et Tomisawa est évacué vers Horino dans la préfecture de Fukushima, où il passe le reste de sa vie.
Au début de son activité littéraire, Tomisawa n'écrit pas que des œuvres relevant de la littérature dite  « pure ». Son activité artistique lui donne également l'occasion d'écrire de nombreuses critiques et commentaires. C'est seulement dans le cadre de son travail en tant que correspondant de guerre, qu'il se détourne de la littérature « pure » au profit de romans de guerre (戦記小説, Senki Shosetsu). Après la guerre, il écrit presque exclusivement des histoires pour les enfants et les jeunes et traduit essentiellement de la littérature étrangère en japonais.
Tomisawa décède en 1970 à l'âge de 68 ans d'une insuffisance cardiaque lors d'un voyage à Tokyo. Son fils ainé, Hikaru Tomisawa (冨澤 暉), est chef de la Force terrestre d'autodéfense japonaise de 1993 à 1995.

## Titres
- 1936 Shiobara Tasuke
- 1938 Aijō butai (愛情部隊)
- 1941 Atarashii shōsetsu to sono arigata (新しい小説とそのあり方)
- 1941 Gunjin sonchō (軍人村長)
- 1942 Geijutsuron (芸術論)

### Traductions
- Anna Sewell: Black Beauty, traduit par Uio Tomisawa : Kuro uma monogatari くろうま物語, 1956
- Louisa May Alcott  traduit par Uio Tomisawa : Utsukushii porī (美しいポリー, 1959
- Johanna Spyri: Cornelli wird erzogen traduit par Uio Tomisawa : Koruneri no kōfuku コルネリの幸福, 1959
- Edmondo De Amicis: Cuore traduit par Uio Tomisawa : Kuore クオレ, 1960